# Coppa del Mondo di biathlon 1997
La Coppa del Mondo di biathlon 1997 fu la ventesima edizione della manifestazione organizzata dall'Unione Internazionale Biathlon; ebbe inizio il 30 novembre 1996 a Lillehammer, in Norvegia, e si concluse il 16 marzo 1997 a Novosibirsk, in Russia. Nel corso della stagione si tennero a Osrblie i Campionati mondiali di biathlon 1997, validi anche ai fini della Coppa del Mondo, il cui calendario non contemplò dunque interruzioni. Per la prima volta furono inserite nel calendario di Coppa gare a inseguimento e a partenza in linea e vennero assegnate varie coppe di specialità, tutte sia maschili sia femminili, per le classifiche di sprint, inseguimento, individuale e, per le gare a squadre, per la classifica di staffetta.
In campo maschile furono disputate 20 gare individuali e 7 a squadre in 9 diverse località. Il tedesco Sven Fischer si aggiudicò la coppa di cristallo, il trofeo assegnato al vincitore della classifica generale; il norvegese Ole Einar Bjørndalen vinse la Coppa di sprint, il russo Viktor Majgurov quella di inseguimento e il tedesco Ricco Groß quella di individuale. Vladimir Dračëv era il detentore uscente della Coppa generale.
In campo femminile furono disputate 20 gare individuali e 7 a squadre in 9 diverse località. La svedese Magdalena Forsberg si aggiudicò sia la coppa di cristallo, sia quella di inseguimento; la tedesca Uschi Disl vinse sia la Coppa di sprint, sia quella di individuale. Emmanuelle Claret era la detentrice uscente della Coppa generale.

## Uomini

### Risultati
| Data                                 | Località          | Nazione    | Spec. | Primo                                                                      | Secondo                                                                       | Terzo                                                                         |
| ------------------------------------ | ----------------- | ---------- | ----- | -------------------------------------------------------------------------- | ----------------------------------------------------------------------------- | ----------------------------------------------------------------------------- |
| 30 novembre 1996                     | Lillehammer       | Norvegia   | SP    | Sven Fischer                                                               | Sergej Tarasov                                                                | Pavel Rostovcev                                                               |
| 1º dicembre 1996                     | Lillehammer       | Norvegia   | PU    | Sven Fischer                                                               | Pavel Rostovcev                                                               | René Cattarinussi                                                             |
| 5 dicembre 1996                      | Östersund         | Svezia     | IN    | Wilfried Pallhuber                                                         | Vesa Hietalahti                                                               | Pavel Muslimov                                                                |
| 7 dicembre 1996                      | Östersund         | Svezia     | SP    | Vadzim Sašuryn                                                             | Frode Andresen                                                                | Ole Einar Bjørndalen                                                          |
| 8 dicembre 1996                      | Östersund         | Svezia     | RL    | Germania Ricco Groß Peter Sendel Frank Luck Sven Fischer                   | Norvegia Egil Gjelland Halvard Hanevold Frode Andresen Ole Einar Bjørndalen   | Bielorussia Aljaksej Ajdaraŭ Aleh Ryžankoŭ Aljaksandr Papoŭ Vadzim Sašuryn    |
| 12 dicembre 1996                     | Oslo Holmenkollen | Norvegia   | SP    | Viktor Majgurov                                                            | Frode Andresen                                                                | Sven Fischer                                                                  |
| 14 dicembre 1996                     | Oslo Holmenkollen | Norvegia   | PU    | Viktor Majgurov                                                            | Sven Fischer                                                                  | Ole Einar Bjørndalen                                                          |
| 15 dicembre 1996                     | Oslo Holmenkollen | Norvegia   | RL    | Germania Ricco Groß Peter Sendel Mark Kirchner Frank Luck                  | Norvegia Ole Einar Bjørndalen Egil Gjelland Dag Bjørndalen Frode Andresen     | Russia Sergej Rožkov Pavel Muslimov Pavel Rostovcev Aleksej Kobelev           |
| 4 gennaio 1997                       | Oberhof           | Germania   | SP    | Ole Einar Bjørndalen                                                       | Pavel Muslimov                                                                | Halvard Hanevold                                                              |
| 5 gennaio 1997                       | Oberhof           | Germania   | PU    | Ole Einar Bjørndalen                                                       | Viktor Majgurov                                                               | Ludwig Gredler                                                                |
| 9 gennaio 1997                       | Ruhpolding        | Germania   | IN    | Ricco Groß                                                                 | Ole Einar Bjørndalen                                                          | Viktor Majgurov                                                               |
| 11 gennaio 1997                      | Ruhpolding        | Germania   | SP    | Ole Einar Bjørndalen                                                       | Pavel Rostovcev                                                               | Sven Fischer                                                                  |
| 12 gennaio 1997                      | Ruhpolding        | Germania   | TM    | Austria Hannes Obererlacher Reinhard Neuner Wolfgang Perner Ludwig Gredler | Norvegia Halvard Hanevold Egil Gjelland Jon Åge Tyldum Dag Bjørndalen         | Russia II Sergej Tarasov Ėduard Rjabov Pavel Muslimov Sergej Rožkov           |
| 16 gennaio 1997                      | Anterselva        | Italia     | IN    | Ludwig Gredler                                                             | Ricco Groß                                                                    | Sergej Rožkov                                                                 |
| 18 gennaio 1997                      | Anterselva        | Italia     | SP    | Viktor Majgurov                                                            | Pieralberto Carrara                                                           | Raphaël Poirée                                                                |
| 19 gennaio 1997                      | Anterselva        | Italia     | RL    | Germania Ricco Groß Mark Kirchner Carsten Heymann Frank Luck               | Italia René Cattarinussi Wilfried Pallhuber Patrick Favre Pieralberto Carrara | Norvegia Bård Mjølne Sylfest Glimsdal Jon Åge Tyldum Ole Einar Bjørndalen     |
| Campionati mondiali di biathlon 1997 |                   |            |       |                                                                            |                                                                               |                                                                               |
| 1º febbraio 1997                     | Osrblie           | Slovacchia | SP    | Wilfried Pallhuber                                                         | René Cattarinussi                                                             | Aleh Ryžankoŭ                                                                 |
| 2 febbraio 1997                      | Osrblie           | Slovacchia | PU    | Viktor Majgurov                                                            | Sergej Tarasov                                                                | Ole Einar Bjørndalen                                                          |
| 5 febbraio 1997                      | Osrblie           | Slovacchia | TM    | Bielorussia Vadzim Sašuryn Aleh Ryžankoŭ Aljaksandr Papoŭ Pëtr Ivaška      | Germania Mark Kirchner Frank Luck Peter Sendel Carsten Heymann                | Polonia Wiesław Ziemianin Jan Ziemianin Wojciech Kozub Tomasz Sikora          |
| 7 febbraio 1997                      | Osrblie           | Slovacchia | IN    | Ricco Groß                                                                 | Aleh Ryžankoŭ                                                                 | Ludwig Gredler                                                                |
| 9 febbraio 1997                      | Osrblie           | Slovacchia | RL    | Germania Ricco Groß Peter Sendel Sven Fischer Frank Luck                   | Norvegia Egil Gjelland Jon Åge Tyldum Dag Bjørndalen Ole Einar Bjørndalen     | Italia René Cattarinussi Wilfried Pallhuber Patrick Favre Pieralberto Carrara |
| 6 marzo 1997                         | Nagano            | Giappone   | IN    | Mark Kirchner                                                              | Vesa Hietalahti                                                               | Aleh Ryžankoŭ                                                                 |
| 8 marzo 1997                         | Nagano            | Giappone   | SP    | Sven Fischer                                                               | Ole Einar Bjørndalen                                                          | René Cattarinussi                                                             |
| 9 marzo 1997                         | Nagano            | Giappone   | RL    | Russia Viktor Majgurov Vladimir Dračëv Sergej Tarasov Aleksej Kobelev      | Norvegia Frode Andresen Jon Åge Tyldum Halvard Hanevold Ole Einar Bjørndalen  | Slovenia Jože Poklukar Tomaž Žemva Janez Ožbolt Matjaž Poklukar               |
| 13 marzo 1997                        | Novosibirsk       | Russia     | IN    | Pavel Muslimov                                                             | Ricco Groß                                                                    | Sven Fischer                                                                  |
| 15 marzo 1997                        | Novosibirsk       | Russia     | SP    | Ludwig Gredler                                                             | Ricco Groß                                                                    | Sergej Tarasov                                                                |
| 16 marzo 1997                        | Novosibirsk       | Russia     | MS    | Wolfgang Perner                                                            | Pieralberto Carrara                                                           | Vladimir Dračëv                                                               |

Legenda:

IN = individuale

SP = sprint

PU = inseguimento

MS = partenza in linea

RL = staffetta

TM = gara a squadre

### Classifiche

#### Generale
| Pos. | Nome                 | Nazione     | Punti |
| ---- | -------------------- | ----------- | ----- |
| 1    | Sven Fischer         | Germania    | 314   |
| 2    | Ole Einar Bjørndalen | Norvegia    | 303   |
| 3    | Viktor Majgurov      | Russia      | 294   |
| 4    | Ricco Groß           | Germania    | 281   |
| 5    | Pavel Muslimov       | Russia      | 255   |
| 6    | Aleh Ryžankoŭ        | Bielorussia | 238   |
| 7    | Ludwig Gredler       | Russia      | 234   |
| 8    | René Cattarinussi    | Italia      | 232   |
| 9    | Mark Kirchner        | Russia      | 206   |
| 10   | Carsten Heymann      | Germania    | 186   |

#### Sprint
| Pos. | Nome                 | Nazione  | Punti |
| ---- | -------------------- | -------- | ----- |
| 1    | Ole Einar Bjørndalen | Norvegia | 158   |
| 2    | Sven Fischer         | Germania | 157   |
| 3    | Viktor Majgurov      | Russia   | 136   |
| 4    | Ludwig Gredler       | Austria  | 127   |
| 5    | Frode Andresen       | Norvegia | 124   |

#### Inseguimento
| Pos. | Nome                 | Nazione  | Punti |
| ---- | -------------------- | -------- | ----- |
| 1    | Viktor Majgurov      | Russia   | 86    |
| 2    | Sven Fischer         | Germania | 78    |
| 2    | Ole Einar Bjørndalen | Norvegia | 78    |
| 4    | René Cattarinussi    | Italia   | 60    |
| 5    | Pavel Rostovcev      | Russia   | 50    |
| 5    | Pavel Muslimov       | Russia   | 50    |
| 5    | Mark Kirchner        | Germania | 50    |

#### Individuale
| Pos. | Nome            | Nazione  | Punti |
| ---- | --------------- | -------- | ----- |
| 1    | Ricco Groß      | Germania | 134   |
| 2    | Pavel Muslimov  | Russia   | 101   |
| 3    | Mark Kirchner   | Germania | 82    |
| 3    | Carsten Heymann | Germania | 82    |
| 5    | Sven Fischer    | Germania | 79    |

#### Staffetta
| Pos. | Nazione     | Punti |
| ---- | ----------- | ----- |
| 1    | Germania    | 120   |
| 2    | Norvegia    | 104   |
| 3    | Russia      | 95    |
| 4    | Bielorussia | 90    |
| 3    | Italia      | 88    |

#### Nazioni
| Pos. | Nazione     | Punti |
| ---- | ----------- | ----- |
| 1    | Germania    | 5225  |
| 2    | Russia      | 5098  |
| 3    | Norvegia    | 4883  |
| 4    | Italia      | 4857  |
| 5    | Bielorussia | 4542  |

## Donne

### Risultati
| Data                                 | Località          | Nazione    | Spec. | Prima                                                                                      | Seconda                                                                                    | Terza                                                                                        |
| ------------------------------------ | ----------------- | ---------- | ----- | ------------------------------------------------------------------------------------------ | ------------------------------------------------------------------------------------------ | -------------------------------------------------------------------------------------------- |
| 30 novembre 1996                     | Lillehammer       | Norvegia   | SP    | Petra Behle                                                                                | Simone Greiner-Petter-Memm                                                                 | Ol'ga Mel'nik                                                                                |
| 1º dicembre 1996                     | Lillehammer       | Norvegia   | PU    | Simone Greiner-Petter-Memm                                                                 | Galina Kukleva                                                                             | Magdalena Forsberg                                                                           |
| 5 dicembre 1996                      | Östersund         | Svezia     | IN    | Anna Volkova                                                                               | Yu Shumei                                                                                  | Svjatlana Paramyhina                                                                         |
| 7 dicembre 1996                      | Östersund         | Svezia     | SP    | Ol'ga Mel'nik                                                                              | Svjatlana Paramyhina                                                                       | Gunn Margit Andreassen                                                                       |
| 8 dicembre 1996                      | Östersund         | Svezia     | RL    | Russia Ol'ga Mel'nik Galina Kukleva Anna Volkova Ol'ga Romas'ko                            | Germania Uschi Disl Simone Greiner-Petter-Memm Katrin Apel Petra Behle                     | Norvegia Ann Elen Skjelbreid Annette Sikveland Hildegunn Mikkelsplass Gunn Margit Andreassen |
| 12 dicembre 1996                     | Oslo Holmenkollen | Norvegia   | SP    | Uschi Disl                                                                                 | Simone Greiner-Petter-Memm                                                                 | Galina Kukleva                                                                               |
| 14 dicembre 1996                     | Oslo Holmenkollen | Norvegia   | PU    | Uschi Disl                                                                                 | Galina Kukleva                                                                             | Ol'ga Romas'ko                                                                               |
| 15 dicembre 1996                     | Oslo Holmenkollen | Norvegia   | RL    | Russia Ol'ga Mel'nik Galina Kukleva Nadežda Talanova Ol'ga Romas'ko                        | Germania Uschi Disl Simone Greiner-Petter-Memm Katrin Apel Petra Behle                     | Norvegia Ann Elen Skjelbreid Annette Sikveland Hildegunn Mikkelsplass Gunn Margit Andreassen |
| 4 gennaio 1997                       | Oberhof           | Germania   | SP    | Magdalena Forsberg                                                                         | Hildegunn Mikkelsplass                                                                     | Kathi Schwaab                                                                                |
| 5 gennaio 1997                       | Oberhof           | Germania   | PU    | Magdalena Forsberg                                                                         | Simone Greiner-Petter-Memm                                                                 | Annette Sikveland                                                                            |
| 9 gennaio 1997                       | Ruhpolding        | Germania   | IN    | Annette Sikveland                                                                          | Simone Greiner-Petter-Memm                                                                 | Corinne Niogret                                                                              |
| 11 gennaio 1997                      | Ruhpolding        | Germania   | SP    | Petra Behle                                                                                | Uschi Disl                                                                                 | Ol'ga Romas'ko                                                                               |
| 12 gennaio 1997                      | Ruhpolding        | Germania   | TM    | Russia Galina Kukleva Ol'ga Romas'ko Nadežda Talanova Ol'ga Mel'nik                        | Germania Katrin Apel Kathi Schwaab Petra Behle Uschi Disl                                  | Ucraina Alena Zubrylava Iryna Merkušina Valentyna Cerbe-Nesina Tetjana Vodopjanova           |
| 16 gennaio 1997                      | Anterselva        | Italia     | IN    | Tetjana Vodopjanova                                                                        | Annette Sikveland                                                                          | Uschi Disl                                                                                   |
| 18 gennaio 1997                      | Anterselva        | Italia     | SP    | Uschi Disl                                                                                 | Ann Elen Skjelbreid                                                                        | Corinne Niogret                                                                              |
| 19 gennaio 1997                      | Anterselva        | Italia     | RL    | Russia Ol'ga Mel'nik Galina Kukleva Nadežda Talanova Ol'ga Romas'ko                        | Norvegia Ann Elen Skjelbreid Annette Sikveland Liv Grete Skjelbreid Gunn Margit Andreassen | Francia Delphyne Burlet Christelle Gros Véronique Claudel Corinne Niogret                    |
| Campionati mondiali di biathlon 1997 |                   |            |       |                                                                                            |                                                                                            |                                                                                              |
| 1º febbraio 1997                     | Osrblie           | Slovacchia | SP    | Ol'ga Romas'ko                                                                             | Alena Zubrylava                                                                            | Magdalena Forsberg                                                                           |
| 2 febbraio 1997                      | Osrblie           | Slovacchia | PU    | Magdalena Forsberg                                                                         | Alena Zubrylava                                                                            | Ol'ga Romas'ko                                                                               |
| 4 febbraio 1997                      | Osrblie           | Slovacchia | TM    | Norvegia Liv Grete Skjelbreid Ann Elen Skjelbreid Gunn Margit Andreassen Annette Sikveland | Russia Ol'ga Mel'nik Anna Volkova Nadežda Talanova Ol'ga Romas'ko                          | Ucraina Valentyna Cerbe-Nesina Tetjana Vodopjanova Olena Petrova Alena Zubrylava             |
| 6 febbraio 1997                      | Osrblie           | Slovacchia | IN    | Magdalena Forsberg                                                                         | Alena Zubrylava                                                                            | Ekaterina Dafovska                                                                           |
| 8 febbraio 1997                      | Osrblie           | Slovacchia | RL    | Germania Uschi Disl Simone Greiner-Petter-Memm Katrin Apel Martina Zellner                 | Norvegia Ann Elen Skjelbreid Annette Sikveland Liv Grete Skjelbreid Gunn Margit Andreassen | Russia Ol'ga Mel'nik Galina Kukleva Nadežda Talanova Ol'ga Romas'ko                          |
| 6 marzo 1997                         | Nagano            | Giappone   | IN    | Andreja Koblar                                                                             | Uschi Disl                                                                                 | Anna Stera-Kustucz                                                                           |
| 8 marzo 1997                         | Nagano            | Giappone   | SP    | Ol'ga Romas'ko                                                                             | Uschi Disl                                                                                 | Ekaterina Dafovska                                                                           |
| 9 marzo 1997                         | Nagano            | Giappone   | RL    | Ucraina Nina Lemeš Olena Petrova Valentyna Cerbe-Nesina Tetjana Vodopjanova                | Russia Nadežda Talanova Ol'ga Mel'nik Anna Volkova Ol'ga Romas'ko                          | Cina Yu Shumei Sun Ribo Liu Jinfeng Liu Xianying                                             |
| 13 marzo 1997                        | Novosibirsk       | Russia     | IN    | Svjatlana Paramyhina                                                                       | Uschi Disl                                                                                 | Anna Volkova                                                                                 |
| 15 marzo 1997                        | Novosibirsk       | Russia     | SP    | Petra Behle                                                                                | Andreja Koblar                                                                             | Svjatlana Paramyhina                                                                         |
| 16 marzo 1997                        | Novosibirsk       | Russia     | MS    | Anna Volkova                                                                               | Svjatlana Paramyhina                                                                       | Magdalena Forsberg                                                                           |

Legenda:

IN = individuale

SP = sprint

PU = inseguimento

MS = partenza in linea

RL = staffetta

TM = gara a squadre

### Classifiche

#### Generale
| Pos. | Nome                       | Nazione     | Punti |
| ---- | -------------------------- | ----------- | ----- |
| 1    | Magdalena Forsberg         | Svezia      | 340   |
| 2    | Uschi Disl                 | Germania    | 333   |
| 3    | Simone Greiner-Petter-Memm | Germania    | 283   |
| 4    | Ol'ga Romas'ko             | Russia      | 240   |
| 4    | Corinne Niogret            | Francia     | 240   |
| 6    | Petra Behle                | Germania    | 238   |
| 7    | Annette Sikveland          | Norvegia    | 231   |
| 8    | Svjatlana Paramyhina       | Bielorussia | 229   |
| 9    | Alena Zubrylava            | Ucraina     | 219   |
| 3    | Gunn Margit Andreassen     | Norvegia    | 219   |

#### Sprint
| Pos. | Nome                       | Nazione  | Punti |
| ---- | -------------------------- | -------- | ----- |
| 1    | Uschi Disl                 | Germania | 164   |
| 2    | Simone Greiner-Petter-Memm | Germania | 156   |
| 3    | Magdalena Forsberg         | Svezia   | 150   |
| 4    | Ol'ga Romas'ko             | Russia   | 140   |
| 5    | Petra Behle                | Germania | 135   |

#### Inseguimento
| Pos. | Nome                       | Nazione  | Punti |
| ---- | -------------------------- | -------- | ----- |
| 1    | Magdalena Forsberg         | Svezia   | 84    |
| 2    | Simone Greiner-Petter-Memm | Germania | 75    |
| 3    | Ol'ga Romas'ko             | Russia   | 70    |
| 4    | Galina Kukleva             | Russia   | 64    |
| 3    | Uschi Disl                 | Germania | 59    |

#### Individuale
| Pos. | Nome                 | Nazione     | Punti |
| ---- | -------------------- | ----------- | ----- |
| 1    | Uschi Disl           | Germania    | 110   |
| 2    | Magdalena Forsberg   | Svezia      | 106   |
| 3    | Svjatlana Paramyhina | Bielorussia | 86    |
| 4    | Annette Sikveland    | Norvegia    | 85    |
| 5    | Corinne Niogret      | Bielorussia | 84    |

#### Staffetta
| Pos. | Nazione  | Punti |
| ---- | -------- | ----- |
| 1    | Russia   | 116   |
| 2    | Germania | 103   |
| 3    | Norvegia | 100   |
| 4    | Ucraina  | 90    |
| 5    | Francia  | 89    |

#### Nazioni
| Pos. | Nazione  | Punti |
| ---- | -------- | ----- |
| 1    | Germania | 5176  |
| 2    | Russia   | 4955  |
| 3    | Norvegia | 4902  |
| 4    | Italia   | 4791  |
| 5    | Ucraina  | 4526  |